# Amerikanska Jungfruöarnas damlandslag i fotboll
Amerikanska Jungfruöarnas damlandslag i fotboll representerar Amerikanska Jungfruöarna i fotboll på damsidan. Dess förbund är U.S. Virgin Islands Soccer Federation (Amerikanska Jungfruöarnas fotbollsförbund).